# Copelatus aemulus
Copelatus aemulus är en skalbaggsart som beskrevs av Bilardo och Rocchi 1995. Copelatus aemulus ingår i släktet Copelatus och familjen dykare. Inga underarter finns listade i Catalogue of Life.